# Hafnia
Hafnia ist eine Gattung von Bakterien, die früher zur Familie der Enterobakterien gezählt wurden, nun aber in eine eigene Familie, die Hafniaceae gestellt werden. Der Name verweist auf Hafnia, den lateinischen Namen von Kopenhagen.
Hafnia sind Bakterien der menschlichen und tierischen Darmflora, die auch in der Umwelt vorkommen. Hafnia werden oft mit Salmonellen verwechselt, deren biochemische Eigenschaften ähnlich sind, wobei aber die lytische Aktivität spezifischer Bakteriophagen ihre Unterscheidung ermöglicht.
Die wichtigste bekannte Art, Hafnia alvei, sind kommensale Bakterien des menschlichen Magen-Darm-Trakts und normalerweise nicht pathogen. Sie werden als Milchsäureferment in der Milchindustrie und in jüngerer Zeit als Probiotikum verwendet (in Nahrungsergänzungsmitteln zur Regulierung des Appetits und zum Gewichtsverlust).

## Geschichte
Die Gattung Hafnia ist eine von 40 Gattungen, aus denen sich derzeit die Familie der Enterobakterien zusammensetzt.
Zwar wurde diese Gruppe von dem dänischen Biologen Vagn Møller schon 1954,beschrieben; ihre Legitimität wurde aber in den folgenden zwei Jahrzehnten häufig in Frage gestellt und mit Synonymen wie etwa Enterobacter alvei, Enterobacter aerogenes subsp. hafniae und Enterobacter hafniae bezeichnet. In der Literatur ist das Bakterium jedoch mit seinem derzeitigen Namen Hafnia alvei referenziert.
1977 kam eine Studie zu dem Schluss, dass am Ende des Herstellungsprozesses von Camembert Hafnia alvei die vorherrschende Bakterienart ist. Hafnia alvei ist ein psychrotropischer Stamm, der sich bei niedrigen Temperaturen entwickeln kann. Das bedeutet, dass er sich während der Phase der Lagerung des Käses, anders als E. coli ständig weiter vermehrt.
1983 wurde die Familie der Enterobakterien in einem frisch hergestellten Camembert entdeckt: 51 % der Enterobakterien wurden als Stämme des Hafnia alvei verzeichnet und nur 9 % als Escherichia coli. Die Verfasser dieser Studie wiesen auch nach, dass Hafnia alvei in hoher Konzentration in Käse (bis zu 107 UFC/g), Rohmilch sowie Käse aus pasteurisierter Milch vorgefunden werden können.
Einige Jahre später, im Jahr 1987, wurde Hafnia alvei von einem spanischen Forscherteam in Schafs-Rohmilch nachgewiesen und entsprach dort 6,5 % der gesamten Enterobacteriaceae.
1987 fanden amerikanische Wissenschaftler, die zu Kreuzblütlern forschten, darin Hafnia alvei vor. Als sie die Mikroflora von frisch geerntetem Grünkohl analysierten, glaubten sie zunächst, dass es sich bei Hafnia alvei um eine Bodenverseuchung handelte.
2004 identifizierten mexikanische Wissenschaftler Hafnia alvei (unter anderen Bakterien wie etwa Lactobacillus acidophilus oder Plantarum) in Pulque, einem traditionellen Getränk auf Basis von vergorenen Agaven.
Im Jahr 2014 wies eine gemeinsame Studie eines INRA-Labors und einer italienischen Universität Hafnei alvei in der Rohmilch nach, die für die Herstellung des traditionellen Käses Caciocavallo Pugliese verwendet wird.
Hafnia alvei kommen auch in anderen vergorenen Lebensmitteln vor. Sie konnten in den vergangenen Jahren in vielen traditionellen Gerichten überall auf der Welt nachgewiesen werden.
2014 wurde Hafnia alvei in Aakhone, einem traditionellen Gericht aus Nordindien auf Basis von fermentiertem Sojamehl, nachgewiesen.
Hafnia wurden auch in fermentierten Kaffeebohnen in Äthiopien und Ohio (USA) nachgewiesen. Amerikanische Forscher untersuchten das Mikrobiom von Kaffeebohnen und wiesen Hafnia alvei unter zahlreichen anderen Stämmen und Arten nach, davon 13 Arten von Enterobacterales. Diese Studie zeigte auf, dass der Reichtum der Bohnen an Mikrobiomen mit dem Gärungsprozess sowie mit der Qualität des Kaffees zusammenhing. Die am häufigsten identifizierte Bakterienfamilie war die der Enterobacterales, darunter Hafnia alvei. Diese Familie findet sich häufig in feuchten und nährstoffreichen Milieus, wie das des Kaffees. Möglicherweise spielt dieses Bakterium daher eine wichtige Rolle beim Gärungsprozess.
Hafnia alvei wurden auch im handelsüblichen Kimchi gefunden, einem traditionellen koreanischen Gericht auf Basis von Chinakohl, Rettich, Gewürzen sowie fermentierten und gesalzenen Meeresfrüchten. Laut den Wissenschaftlern sind die Quelle von Hafnia in diesem Fall die fermentierten Meeresfrüchte.
Schließlich wurden Stämme von Hafnia alvei auch in Fleischerzeugnissen nachgewiesen, insbesondere in gefrorenem Rindfleisch. Dies ist auf das Vorkommen von Hafnia alvei auf geschlachteten Rindern zurückzuführen. Neben den E. Coli kann das Bakterium auch in Chorizo, einer halbgetrockneten und fermentierten spanischen Wurstsorte, aufgefunden werden. Die in Spanien hergestellten, fermentierten Würste enthalten womöglich auch den für die Produktion von Histamin zuständigen Stamm Hafnia alvei, was unentbehrlich für den Reifungsprozess ist.

## Kommensaler Stamm
Die meisten Referenztexte in der Mikrobiologie geben Säugetiere, Vögel, Reptilien, Fische, Boden, Wasser, Abwasser und Lebensmittel als Quellen für die Gewinnung der Bakterien Hafnia alvei an.
Der Magen-Darm-Trakt von Tieren, insbesondere von Säugetieren, scheint ein für diese Bakterien sehr geläufiger ökologischer Lebensraum zu sein. Durch Studien aus der Paläomikrobiologie konnte H. alvei in Proben aus der Darmmasse und Sedimenten 12.000 Jahre alter Mammut-Reste aus Michigan und Ohio nachgewiesen werden. In einer Studie an 642 australischen Säugetieren stellten David M. Gordon und Frances FitzGibbon fest, dass H. alvei nach Escherichia coli und E. cloacae die am dritthäufigsten identifizierte enterische Art ist.
Sporadisch wurden Hafniae auch in Dungproben von Rudeltieren gefunden, die auf den Pfaden der Nationalparks in den Vereinigten Staaten entnommen wurden, sowie bei 7 % der getesteten Grizzlys und Schwarzbären.
Unter den Vogelarten wurde H. alvei häufig bei Raubvögeln, wie Falken und bei Eulen sowie indischen Geiern nachgewiesen; selbst bei den in Höhenlagen lebenden Alpenbraunellen, die praktisch keinerlei Kontakt zum Menschen haben, konnten Hafniae mit einer Quote von 3 bis 16 % isoliert werden.
Zu den anderen Trägern von H. alvei zählen Reptilien (Schlangen und Skinke), wirbellose Tiere, Insekten, Fische und Fledermäuse.

## Rolle bei der Käsereifung
Laut verschiedener Publikationen ist Hafnia alvei die dominante Spezies bei der Reifung von Rohmilch-Käse.
Hafnia alvei ist ein aus Rohmilch stammendes psychrotrophes Bakterium, das sich in Käsesorten wie Camembert vermehrt. Die Vermehrung ist ein Schlüsselfaktor bei dem Fermentierungs- und Reifeprozess des Käses.
Die Art Hafnia alvei ist bei der EFFCA (European Food & Feed Cultures Association) als ein für Lebensmittel verwendbarer Mikro-Organismus verzeichnet.
Seit 1979 konnten durch Studien über französischen Käse Zusammenhänge zwischen der Vermehrung von Hafnia alvei und den chemischen Parametern bei der Käseherstellung aufgezeigt werden. Mehrere Forscher schätzten die Anzahl an H. alvei am Ende des Reifeprozesses auf 107 CFU / g und haben gezeigt, dass die Wachstumskurve eng mit einer Erhöhung des pH-Wertes in Verbindung steht. Ähnlich haben Mounier et al. eine Population von H. alvei von etwa 109 CFU / g in einem Streichkäsemodell (Weichkäse) gemessen.
Eine vertiefte Studie von traditionellen Käsesorten, die seit Jahren konsumiert werden, zeigt das Vorkommen von Hafnia alvei seit mehr als dreißig Jahren in Milchprodukten auf.
Zusammenfassend kann gesagt werden, dass hohe Anteile von Hafnia alvei in Rohmilchkäse nachgewiesen werden können und diese aufgrund ihrer Auswirkung auf den Säuregehalt und ihrer Fähigkeit, freie Aminosäuren zu produzieren, eine große Rolle bei der Aromatisierung des Käses spielen.
Hafnia werden entweder vorsätzlich während der Käseherstellung zugesetzt oder sind schon als Bestandteil in der Mikroflora der Milch vorhanden. Das Bakterium trägt zum Gärungs- und Reifungsprozess des Käses bei. Metabolische Studien haben aufgezeigt, dass H. alvei für den Reifeprozess und für die Entwicklung des typischen Geschmacks des Käses ausschlaggebend sind.
Aufgrund ihrer Auswirkungen auf die Säure und den Geschmack finden H. alvei für die Herstellung mehrerer Käsesorten Verwendung, wie etwa für Cheddar, Gouda und Camembert sowie Livarot und andere Käsesorten aus Rohmilch. H. alvei werden in der Europäischen Union auch als Reifekultur für den stark aromatisierten Camembert (Aroma-Prox AF 036 von der Fa. Bioprox SAS, Frankreich) oder als Mischung aus Mikroorganismen für den Geschmack von Weichkäse vermarktet (Choozit Cheese-Kulturen ARO 21 -HA LYO 10 D, hergestellt von Danisco, Dänemark).
Eine 2013 zum Ökosystem von Modellkäse angelegte Studie hat die Rolle der Hafnia alvei bei der Hemmung der Vermehrung des E. coli-Stamms O26: H11 aufgezeigt, ohne dass dabei der pH-Wert oder der Gehalt an Milchsäure gerändert wird. Hafnia alvei produzieren geringe Mengen an biogenen Aminen wie etwa Putrescin und 1,5-Diaminopentan, die sich aber nicht auf das Gesamtniveau flüchtiger aromatischer Verbindungen ausgewirkt haben.
Das Interesse für die Rolle von Hafnia alvei bei der Käseherstellung wächst stetig. 2007 bewertete ein Projekt der Agence Nationale de la Recherche (der staatlichen Forschungsagentur – GRAMME) die Vorteile und Risiken von Hafnia alvei bei der Käseherstellung und untersuchte andere potenzielle Funktionen, um den Anwendungsbereich der Bakterien auf andere Lebensmittel auszuweiten.

## Kultur
Hafnia vermehren sich auf Nährmedien, die 2 bis 5 % Natriumchlorid, einen pH-Wert-Bereich von 4,9 bis 8,25 und eine Temperatur von 4 bis 44 °C aufweisen; die optimale Temperatur für die Vermehrung liegt bei 35 °C.
Nach allgemeiner Auffassung entwickeln sich nahezu 100 % der Hafnia-Stämme auf MacConkey-Agar, Hektoen-Agar, Eosin B, Methylenblau und XLD-Agar (Xylose-Lysin-Desoxycholat), allesamt selektive bis mäßig selektive Nährböden.
In den Selektivmedien mit der stärksten hemmenden Wirkung vermehren sich 25 bis 60 % der Stämme nicht auf einem Salmonellen-Shigella-Agar (SS), während 75 bis 100 % der Isolate auf einem grünen glänzenden Nährboden gehemmt werden. Die klassischen Stämme von H. alvei verstoffwechseln keine Laktose oder negative Saccharose und erscheinen als solche als nicht fermentierende Kolonien auf enterischen Isolationsmedien.
Auf mäßig selektivem Agar erscheinen sie im Allgemeinen als große, glatte, konvexe und durchsichtige Kolonien mit einem Durchmesser von 2 bis 3 mm und einem vollständigen Rand. Einige können eine unregelmäßige Abgrenzung aufweisen.

## Biologie

### Lipopolysaccharide
Die Immunchemie der Lipopolysaccharide von Hafnia ist ausgesprochen kompliziert. Alle Lipopolysaccharide von H. alvei enthalten offenbar Glukose, Glucosamin, Heptose und 3-Desoxyoctulosonsäure. Manche LPS enthalten auch andere Aminozucker oder Kohlenhydrate wie etwa Mannose, Galactose, Galactosamin und Mannosamin. Die Oligosaccharid-Struktur bestimmter Stämme besteht aus einer identischen Hexasaccharid-Struktur aus zwei D-Glucose-Resten, drei LD-Heptose-Resten und einem Rest 3-Desoxyoctulosonsäure. Es gibt eine große serologische und immunologische Diversität in dieser Gattung und die Forschung wird in diesem Bereich fortgeführt.

### Biotypen
Im Jahr 1969 hat Barbe zwei Biotypen von H. alvei beschrieben, die auf der Gärung von D-Arabinose und Salicin und auf der Hydrolyse von Aesculin und Arbutin gründen. Eine der Herausforderungen der Mikrobiologen war damals die Entwicklung biochemischer Tests, mit denen man die meisten Stämme der Gruppe 1 (H. alvei stricto sensu) von den Isolaten der Gruppe 3 (nicht benannte Arten von Hafnia) unterscheiden konnte. Diese beiden Gruppen sind heutzutage dank einer Reihe von Tests voneinander unterscheidbar, wobei kein Test vollständig diskriminierend ist. Allerdings ist die Mobilität nach 24 Stunden heute der zuverlässigste Gruppenindikator (Gruppe 1: 9 % positiv, Gruppe 2: 100 % positiv).

## Gesundheitliche Vorteile
Hafnia produzieren ein Protein namens Caseinolytic Protease B (ClpB), das sich als eine biomimetische Kopie des am Sättigungsgefühl beteiligten Hormons α-MSH erwiesen hat.
Es wurde nachgewiesen, dass bestimmte Enterobacteriaceae wie Hafnia alvei den Appetit auf natürliche Art zügeln.
Genauer gesagt wurde der Stamm Hafnia alvei HA4597 durch Mästen bei zwei Modellen von Adipositas verabreicht: ein Modell einer mutierten fettleibigen Maus (obese-Maus) und ein Modell einer aufgrund von Überfütterung mit Fetten fettleibigen Maus. Bei diesen beiden Modellen hat der Stamm Hafnia alvei bei beiden Adipositas-Modellen eine gute Toleranz, eine Senkung der Körpergewichts-Zunahme und der Fettmasse und bei den obese-Mäusen eine signifikante Abnahme der Nahrungsmittelzufuhr gezeigt.
Eine andere Studie an mutierten fettleibigen Mäusen (obese-Mäuse) hat gezeigt, dass das Verabreichen des Stamms HA4597 (im Vergleich zu nicht oder mit Orlistat behandelten Mäusen) zu einer signifikanten Abnahme des Körpergewichts, der Fettmasse und der Nahrungszufuhr führte, jedoch auch zu einer Abnahme des Blutzuckers, des Plasmacholesterins und der Alanin-Aminotransferase (ALAT).
Im Jahr 2020 wurden die Ergebnisse einer klinischen Studie über 12 Wochen mit oraler Verabreichung des Stamms HA45597 und einem Placebo beim Virtual Congress on Clinical Nutrition and Metabolism (ESPEN) veröffentlicht. Diese prospektive, multizentrische Doppelblindstudie an 236 Freiwilligen mit Übergewicht (25 und 30 kg/m²) bestätigt klinisch die vorklinischen Daten. Beide Gruppen haben eine hypokalorische Diät entweder in Kombination mit dem Probiotikum Hafnia alvei HA4597 oder mit dem Placebo befolgt. Das primäre Bewertungskriterium, nämlich der Gewichtsverlust, wurde erreicht: es gibt einen signifikanten statistischen Unterschied zugunsten des Probiotikums bei dem Anteil der Probanden, die innerhalb von 12 Wochen mindestens 3 % ihres Körpergewichts verloren hatten. Zu den erreichten sekundären Kriterien zählte eine statistisch signifikante Erhöhung des Sättigungsgefühls. Außerdem war die Wirkung des Probiotikums auch bei der Reduzierung des Hüftumfangs höher als die des Placebos. Nur Hafnia alvei HA4597 hat sich auf den Cholesterinspiegel ausgewirkt und zu einer stärkeren Senkung des Blutzuckerspiegels im Vergleich zur Placebo-Gruppe geführt. Schließlich hat sich der Stamm Hafnia alvei HA4597 gegenüber dem Placebo bei der Gesamtbewertung der Vorteile durch die forschenden Mediziner als auch durch die Probanden als relevanter erwiesen.
Die Wissenschaftszeitschrift Nature hat den Stamm Hafnia alvei HA4597 kürzlich als Präzisions-Probiotikum eingestuft, d. h. ein Probiotikum, dessen Stamm und Aktionsmechanismus vollständig beschrieben sind und verstanden werden.
TargEDys, ein französisches Unternehmen, hat nachgewiesen, dass der Stamm Hafnia alvei HA4597 das Sättigungsgefühl über das Protein ClpB stimulieren und dazu beitragen kann, den Appetit auf natürliche Weise zu zügeln und dadurch Gewicht zu verlieren. Das Unternehmen hat ebenfalls Studien durchgeführt, die eine Vermarktung dieses Probiotikums ermöglichen.

## Pathogenität und Empfindlichkeit gegenüber antimikrobiellen Mitteln
Die Informationen zur Pathogenität von Hafnia alvei sind begrenzt. Zwar wurde dieses Pathogen in großer Anzahl in Exkrementen vorgefunden; Kulturen aus Gelenkflüssigkeit, Blut und Urin blieben aber negativ. Die Rolle von Hafniae bei Krankheiten ist daher umstritten.
Dies liegt vermutlich am geringen Aufkommen dieser Art bei menschlichen Krankheiten und an dem Umstand, dass es keine genau definierten, spezifisch mit H. alvei in Verbindung gebrachten Krankheitssymptome gibt. Die derzeit verfügbaren Informationen zur Pathogenität von Hafnia können aus zwei Blickwinkeln betrachtet werden: dem der potenziell bei extra-intestinalen Infektionen aktiven Virulenzfaktoren und dem der hauptsächlich auf den Darmtrakt beschränkten Virulenzfaktoren. Eine Studie vermerkt auch, dass die Mäuse, denen Hafniae intraperitoneal injiziert wurden, ihrer Infektion nicht erlagen.
H. alvei sind, trotz der seit Anfang der 2010er-Jahre erhöhten Aufmerksamkeit vonseiten der Ärzte wegen eines möglichen Zusammenhangs mit der Gastroenteritis, seltene menschliche Pathogene.
Es gibt keinen klaren Zusammenhang zwischen epidemiologischen und klinischen Daten bzw. Labordaten und einer Rolle von Hafnia alvei bei Gastroenteritis.
In einer Studie von 17 Hafnia-alvei-Isolaten („Enterobacter hafniae“), die von der Mayo-Clinic von 1968 bis 1970 entnommen wurden, wurden nur 5 Isolate (29 %) als klinisch signifikant eingestuft. In all diesen Fällen wurde Hafnia alvei als ein sekundäres Pathogen identifiziert (respiratorisch: 2, Abszess: 3). Insgesamt betrug das Durchschnittsalter der mit H. alvei infizierten oder damit besiedelten Personen 52,9 Jahre, wobei das Verhältnis Männer zu Frauen bei 1:1,1 lag.
Die American Type Culture Collection (ATCC) weist allen Hafnia alvei-Stämmen ein Biosicherheits-Niveau 1 zu. Außerdem haben Richard et al. das Vorkommen von 108 lebensfähigen Zellen pro Gramm Käse nachgewiesen, was einer täglichen Aufnahme von mehr als 109 Bakterien pro Tag entsprechen würde (diese Rechnung basiert auf einer Dosis von 30 g). Daraus lässt sich schließen, dass Hafnei alvei bei einem täglichen Konsum gesundheitlich weitestgehend unbedenklich sind.
Bei immunkompetenten Patienten gilt die Sicherheit von Hafnia alvei über mehr als 4 Jahrzehnte hinweg als gewissermaßen erwiesen.
Stock et al. Untersuchten in einer Studie 76 Isolate von H. alvei auf ihre Sensibilität gegenüber 69 Antibiotika und Medikamente. Als Resultat ergab sich, dass dieses Bakterium auf Carbapenemen, Monobactamen, Chloramphenicol, Quinolonen, Aminosäuren?? und Antifolate (zum Beispiel Trimethoprim-Sulfamethoxazol) anschlägt und gegen Penicillin, Oxacillin und Amoxicillin in Verbindung mit Clavulansäure resistent ist. Die Sensibilität gegenüber Tetrazyklinen und Cephalosporinen ist variabel.
Eine spanische Studie mit enterischen Krankheitserregern hat ebenfalls aufgezeigt, dass 32 Stämme von H. alvei ausnahmslos auf alle Chinolon-Antibiotika (einschließlich Gemifloxazin und Grepafloxazin), auf Cefotaxim, auf Gentamicin, auf Cotrimoxazol und auf Naladixinsäure anschlugen; 78 % der Stämme dieser Studie schlugen auf Doxycyclin an. Manche Stämme von H. alvei produzieren geringfügig induzierbare Cephalosporinasen, die Ceftazidim abbauen, Ceftazidim aber nicht angreifen.
Eine klinische Studie, in der der Stamm H. Alvei HA4597 bei Personen mit Übergewicht getestet wurde, hat die gesundheitliche Unbedenklichkeit dieses Probiotikums aufgezeigt.

## Rechtlicher Status
Hafnia alvei ist ein Bakterium in Lebensmittelqualität. Es ist zwar im Novel Food-Katalog der Europäischen Kommission nicht aufgeführt, findet sich aber auf der dänischen Liste der Mikroorganismenkulturen, die in Lebensmitteln zulässig sind.
Hafnia alvei befindet sich auch auf der von der IDF (International Dairy Federation) herausgegebenen Liste der Mikroorganismenkulturen für Lebensmittel. Hiermit wird die hohe Sicherheit dieses Stamms bei vergorenen Nahrungsmitteln für eine weltweite Nutzung dargestellt.
Der Stamm H. alvei HA4597 wird inzwischen in Frankreich als Nahrungsergänzungsmittel als Kombinationspräparat mit Zink und Chrom unter den Namen EnteroSatys (TargEDys) und Symbiosys Satylia (Biocodex) vermarktet.